# Francesco de Layolle
Francesco de Layolle, italijanski renesančni skladatelj in organist, * 4. marec 1492, † 1540.